# بیگلرکندی
بیگلرکندی یکی از روستاهای استان آذربایجان شرقی است که در دهستان چاراویماق جنوب شرقی بخش شادیان شهرستان چاراویماق واقع شده‌است.این روستا ۲۵۹ نفر جمعیت دارد.